# Atze Haytsma

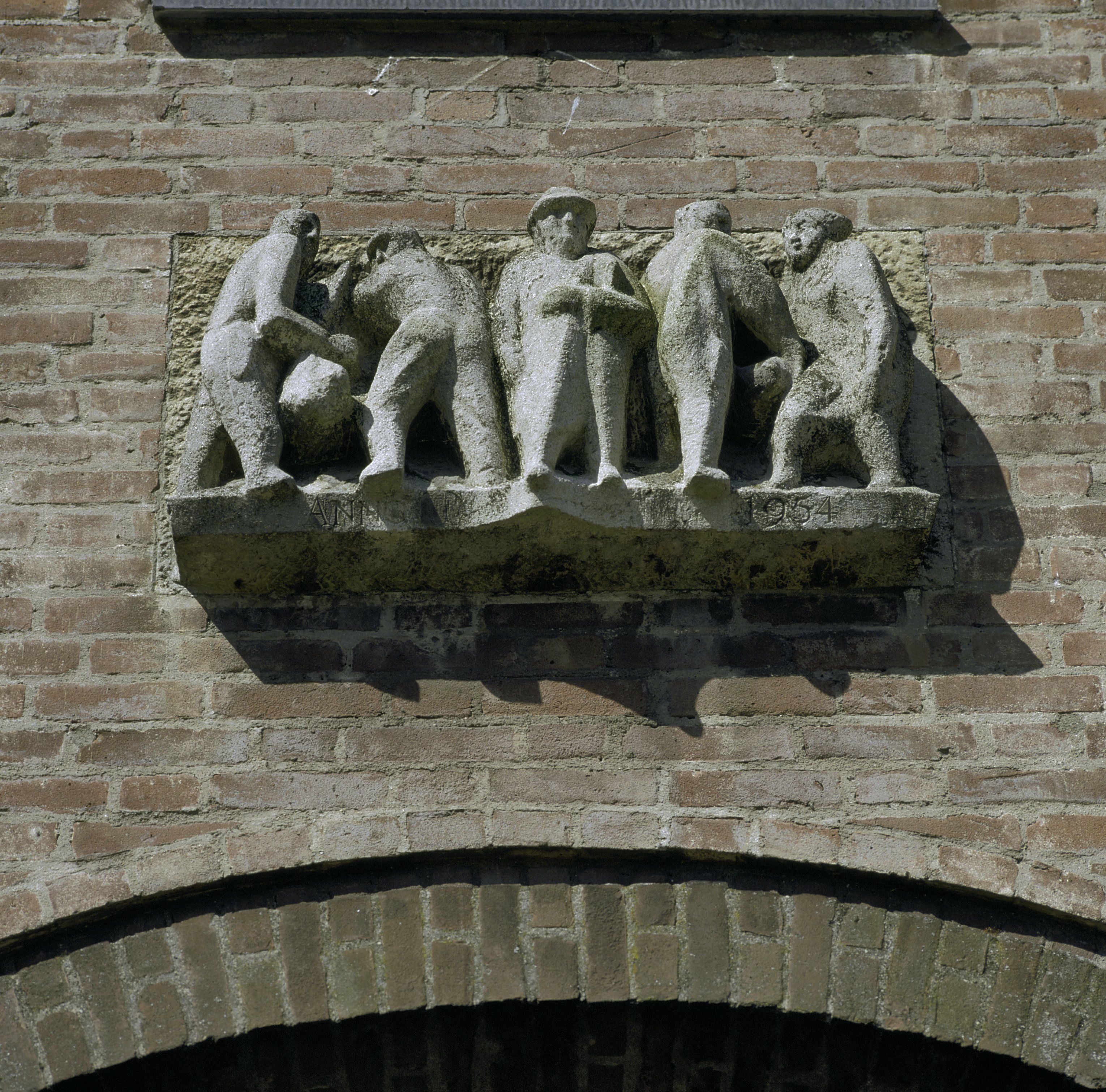
Rijksinstituut voor Rassenonderzoek van Cultuurgewassen in Bennekom: Reliëf boven de ingang van het hoofdgebouw, gemaakt door Atze Haytsma in 1954 in het kader van de Percentageregeling beeldende kunst

Atze Haytsma, geboren als Atze Bergsma (Amsterdam, 31 mei 1929), is een Nederlands beeldhouwer, fotograaf en dichter.
Hij volgde diverse kunstopleidingen maar ging pas op latere leeftijd als zelfstandig kunstenaar werken. Het vrouwelijk lichaam was zijn grote inspiratiebron. In Amsterdam woonde hij in hetzelfde huis als Lucebert en Fritzi Harmsen van Beek. Hij kwam er ook in aanraking met andere Cobra-kunstenaars zoals Karel Appel, maar Atze hield zijn hele leven vast aan de figuratieve kunst. 

## Biografie
Atze werd geboren in Amsterdam in 1929 als Atze Bergsma. Hij woonde er drie maanden met zijn moeder in een huis voor alleenstaande vrouwen. In 1942 trouwde zijn moeder met Kees Haytsma. Vanaf die tijd heette hij Atze Haytsma. In de oorlog was hij veel bij Geert Marree, beeldhouwer en vioolbouwer. In 1945 begon hij aan de Kunstnijverheidsschool. In 1947 kreeg hij een atelier aan de Binnen Brouwersstraat, waar Lucebert boven hem op zolder woontde en Fritzi Harmsen van Beek beneden hem. In 1950 trouwde hij met Marie Anne Vuyk (Mieke). Een jaar later werd zijn eerste zoon Arne geboren. Mede doordat hij zijn gezin moest onderhouden, koos hij ervoor om bij beeldhouwers in opdracht te werken en les te gaan geven. Zoon Hans werd geboren in 1953. In datzelfde jaar startte hij aan de Rijksacademie Amsterdam; in een avondcursus, want toen een docent hoorde dat hij uitvoerend werkte voor anderen, weigerde hij hem voor de dagopleiding. Een belangrijke docent was architect Mart Stam waarvan hij leerde om alleen de essentie weer te geven. Dochter Ingrid werd geboren in 1956. In 1964 verhuisde het gezin naar Amersfoort. In 1987 stopte hij met lesgeven en vanaf dat moment legde hij zich toe op eigen werk.

## Werk
- In 2013 verscheen zijn fotoboek Atze; om het lijf (ISBN 9789081969109).[1]
- In 2024 verscheen de dichtbundel Ingelijfd.[2]

## Tentoonstellingen
- 2012 Solo tentoonstelling in The Ravestijn Gallery (Amsterdam).[3]
- 2019 Tentoonstelling in 't Nonnetje (Amersfoort).
- 2020 Onderdeel van groepstentoonstelling in The Ravestijn Gallery (Amsterdam).
- 2024 Onderdeel van tentoonstelling Salon033 in Rietveldpaviljoen033 (Amersfoort).

## Over Atze
- In 2019 verscheen zijn biografie Leven in de kantlijn, geschreven door Roelof Meijer.[4]